# Rodolfo Fischer
Pour les articles homonymes, voir Fischer.
Rodolfo José "El Lobo" Fischer (né le 2 avril 1944 à Oberá et mort le 16 octobre 2020) est un ancien joueur de football international argentin.

## Carrière
Fischer commence sa carrière professionnelle en 1965 avec le San Lorenzo de Almagro où il se révèlera être un important buteur et gagnera 3 championnats dont le premier en 1968 (Metropolitano), année où San Lorenzo terminera le tournoi sans perdre un seul match, devenant la première équipe du football argentin à être invaincue en championnat.
En 1969, Fischer sera le meilleur buteur de la Primera División Argentina Nacional avec 14 buts.
Entre 1967 et 1972, Fischer jouera 35 matchs pour l'Argentine, inscrivant 12 buts
Fischer quittera San Lorenzo pour rejoindre le Brésil et le Botafogo de Futebol e Regatas avec qui il passera plusieurs années, avant de retourner à San Lorenzo en 1977. Il quittera le club en 1978 avec 141 buts à son actif, faisant de lui le quatrième meilleur buteur de l'histoire du club.
Fischer jouera également dans un autre club brésilien, l'Esporte Clube Vitória, ainsi qu'en Argentine au Club Atlético Sarmiento et au Sportivo Belgrano de San Francisco dans les divisions inférieures.

## Titres
| Saison             | Club        | Titre                      |
| ------------------ | ----------- | -------------------------- |
| 1968 Metropolitano | San Lorenzo | Primera División Argentina |
| 1972 Metropolitano | San Lorenzo | Primera División Argentina |